# Bicho da fortaleza

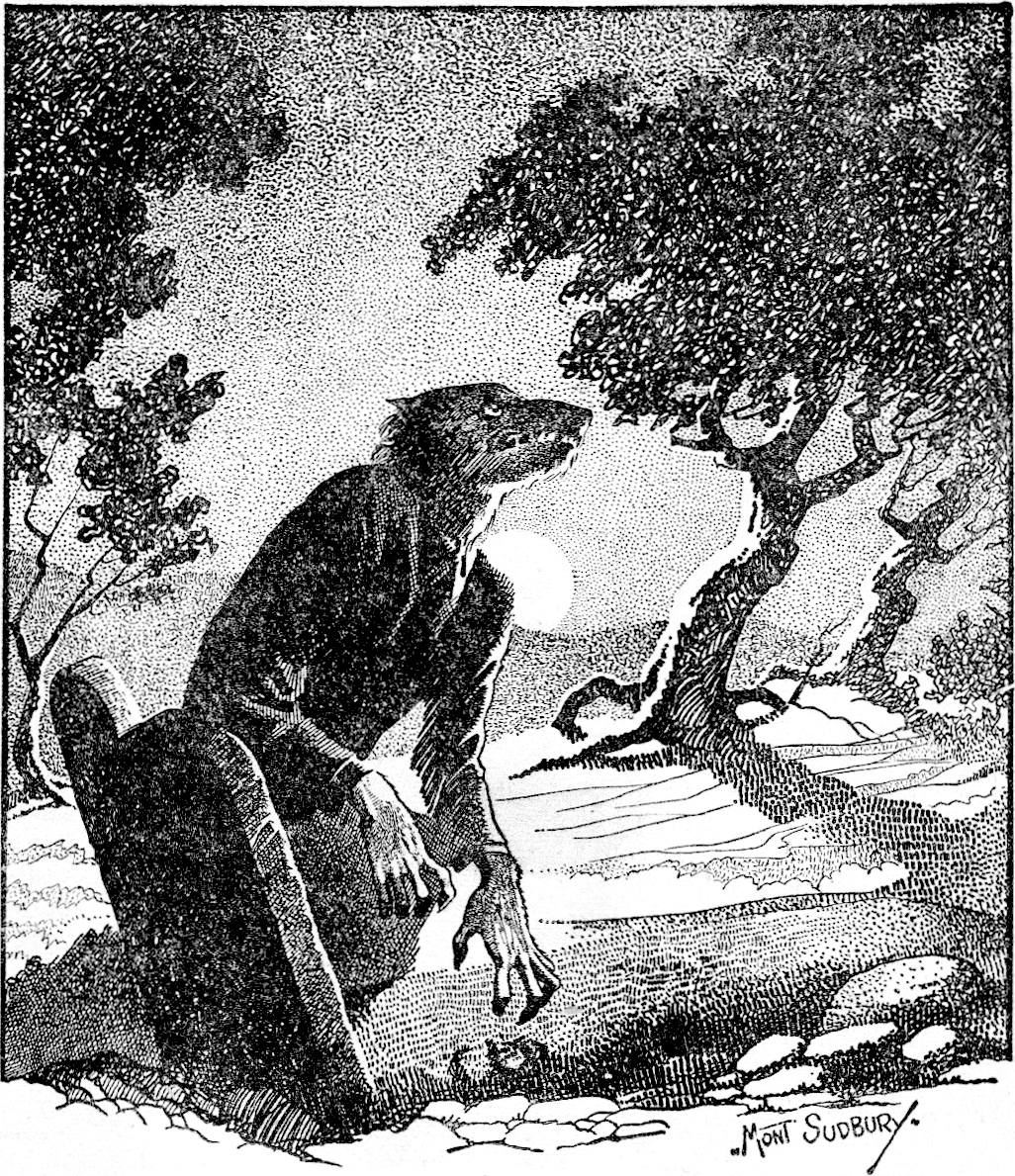
Uma das formas de aparição do Bicho da Fortaleza é como Lobisomem.

O bicho da fortaleza é a lenda de um monstro que aterroriza as crianças do Vale do Jequitinhonha e de boa parte das regiões vizinhas, em Minas Gerais e na Bahia, é o Bicho da Carneira, também chamado de Bicho da Fortaleza, Bicho de Pedra Azul, Bicho da Rodagem e Lanudo. Esse monstro da mitologia popular assume diferentes formas. A mais frequente é a de um cachorro preto e grande que aparece ao entardecer ou depois que a noite cai. Também é descrito como a figura de um lobisomem ou animal peludo desconhecido na nossa fauna – o Lanudo –, ou um homem sedutor, ou um personagem misterioso que traja capa escura e aparece nas noites sem lua, ou ainda como uma pessoa comum. O comportamento também varia: o que usa capa realiza operações mágicas e seduz mocinhas; o homem comum é reconhecido pelo apetite fabuloso e pela menção aos familiares; e o animal consome uma quantidade anormal de alimentos, abate bezerros, ataca cachorros, mata e deixa feridos, muitos de uma vez só. E as mães ameaçam as criancinhas com aparições desse monstro se não dormirem cedo.

## Versões
A primeira explicação é que o Joaquim Antunes (Bicho de Pedra Azul) era um alcoólatra que agredia a própria mãe pedindo dinheiro para beber mais, porém um certo dia Joaquim agrediu muito a sua mãe então a sua mãe jogou praga em Joaquim, logo após Joaquim falecer de cirrose, o seu tumulo foi deixado as cegas, então rachaduras foram aparecendo no tumulo e reza a lenda que todas as noites o Bicho de Pedra Azul fica vagando pela cidade e principalmente vaga por perto da sua casa e dizem que se você encosta um capim seco em cima da rachadura do seu tumulo, esse capim é sugado pra dentro pelo Bicho de Pedra Azul.
A segunda versão envolve um personagem histórico da cidade; Joaquim Antunes de Oliveira, político e fazendeiro, considerado pessoa letrada veio da cidade de Gorutuba/MG, atual Janaúba, a convite de seu primo e cunhado, Quintiliano Antunes de Oliveira por volta dos anos de 1860 e se estabeleceu no Arraial de Nossa Senhora da Boca da Caatinga.
Joaquim Antunes que era descendentes de cristãos-novos (denominação dada aos judeus recém convertidos ao cristianismo em contraposição aos cristãos-velhos), durante uma visita de uma comissão de padres jesuítas na década de 1890, teria invadido a igreja durante uma missa realizada pelos padres sendo por esse motivo excomungado.
Por volta do ano 1900, foi vitimado por uma doença desconhecida que o deixou paralisado e afastado do convívio social o que fez com que a população se lembrasse do episódio ocorrido na igreja.
Não demorou muito e Joaquim Antunes veio a óbito. Foi sepultado em um túmulo projetado por ele mesmo, com gavetas, o que era uma novidade na época.
Na década de 1930, a administração do já emancipado município de Fortaleza resolveu mudar a localização do cemitério da cidade e o coveiro responsável pelo translado dos corpos ao notar que o caixão de Joaquim Antunes pesava mais que os outros resolveu abri-lo e descobriu que o corpo de Joaquim Antunes estava em perfeito estado de conservação.
Após a fixação definitiva da sepultura de Joaquim Antunes no novo cemitério, seu túmulo rachou e foram achados pelos de animais nas rachaduras. As rachaduras foram por diversas vezes tampadas voltando a se fender. Daí surgiu o nome Bicho da Carneira, nome comumente usado para designar túmulo.
A lenda estava definitivamente formada.

Numa terceira versão diz que Joaquim Antunes, um rico fazendeiro, tinha a obrigação de cuidar de todo um rebanho em sua fazenda usando uma mula para o trabalho. Certo dia a mula após todo um dia de trabalho estava muito cansada, porém mesmo assim Joaquim insistiu em selar o animal para ir passear. Sua mãe revoltada com a atitude tirou a sela da mula e tocou o animal para o curral. Joaquim então ficou furioso e xingou a mãe. Como se na bastasse ele selou a própria mãe e foi montado nela até a cidade, batendo muito na pobre senhora. Um tempo depois Joaquim morreu, porém sua mãe continuou viva. Mas certo dia quando o caixão foi aberto notou-se uma pelugem sobre os ossos como só um animal teria. E desde então diz a lenda que o Bicho de Pedra Azul sai do caixão para assustar as pessoas e arrancar a cabeças de cachorros rua afora, para tentar se livrar um pouco da raiva que passa. 
Em outra explicação é para a transformação de Joaquim Antunes em monstro foi que ele foi enterrado no pequeno cemitério de Catingas, que ficava na praça principal do povoado, e foi objeto de disputas políticas que determinaram seu deslocamento, já em 1919, para local mais afastado. Seus restos foram então transferidos para a nova sepultura, que misteriosamente rachou. Além disso, apareceram pelos de animal entre as fendas. A sepultura foi reparada, mas as rachaduras voltaram a surgir mais de uma vez, também misteriosamente. Na mesma época, na Fazenda Gameleira, onde Joaquim vivera, sumiu uma banda de porco. Estava criada a lenda. 
Outra parte dessa lenda diz respeito ao costume que os antigos faziam em tempos de quaresma, pois o povo do povoado de Fortaleza deixava pequenos animais como galinhas, porcos e novilhos amarrados próximos às cancelas afim de que o bicho devorasse os animais, mas não adentrasse em suas casas. 

## O bicho da fortaleza - a lenda
1. ↑  Luís Carlos Mendes Santiago. «O Lobisomen do Jequitinhonha - Revista de História»
2. ↑  pedraazul-mg.com. «A lenda do "Bicho da Carneira"»
3. ↑  Erick (Pólo Jequitinhonha) e Lauren Antunes (Repórter Jovem da Assessoria de Comunicação). «O "Bicho de Pedra Azul"»
4. ↑  Luís Carlos Mendes Santiago. «O lobisomem do Jequitinhonha»
5. ↑  «O BICHO DA FORTALEZA - A LENDA». Compacta Formação. 17 de agosto de 2024. Consultado em 21 de agosto de 2024. Cópia arquivada em 21 de agosto de 2024